# Ngựa Shire

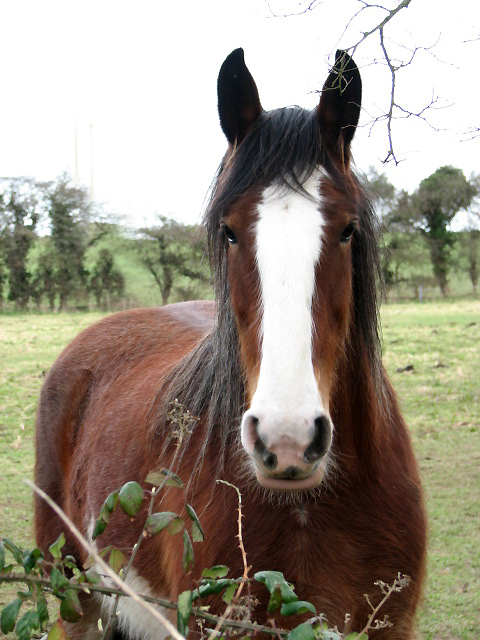
Một con ngựa Shire

Ngựa Shire là một giống ngựa có nguồn gốc từ nước Anh. Chúng là giống ngựa dòng đại, có kích thước to lớn, vạm vỡ. Trong tiếng Anh thì từ ngựa Shire có nghĩa đen là ngựa thồ, và Shire cũng có thể hiểu là một dòng ngựa (dòng vật nuôi). Chúng được phân loại là nhóm ngựa kéo xe (theo BRE), chúng cũng có một dòng riêng thuộc nhóm ngựa giống lùn (theo AME). Giống ngựa này được biết đến với ngoại hình to lớn và đa dạng về sắc màu, bao gồm các màu lông ngựa chủ đạo gồm màu đen (hắc mã), màu nâu đậm và đôi khi là màu xám (ngựa xám). Chúng là một giống ngựa cao lớn, một con ngựa cái khi đứng cao tới 64 inches (163 cm) và con ngựa đực giống còn cao hơn, số đo khi đứng cao tới 68 inches (173 cm) và đôi khi còn hơn. Giống ngựa kéo này có ưu điểm là sức vóc mạnh mẽ, cho công suất rất lớn khi đo cân kéo, và nhiều con ngựa Shire đã được Tổ chức kỷ lục thế giới ghi nhận kỷ lục là giống ngựa lớn nhất và giống ngựa có chiều cao nhất (ghi nhận vào thời điểm khác nhau).
Trong suốt lịch sử giống, những con ngựa Shire đã được nhân nuôi rộng rãi dùng cho việc cung cấp sức kéo, chúng hay được dùng để kéo toa xe chở bia cung cấp cho khách hàng và cho đến ngày nay, người ta vẫn sử dụng chúng để làm công việc này. Thời hiện đại, giống ngựa Shire cũng được sử dụng trong lĩnh vực nông nghiệp, lâm nghiệp (kéo gỗ), giao thông vận tải (kéo các Sà lan từ bờ) và giải trí (cưỡi ngựa thể thao). Năm 1878, Hiệp hội ngựa Shire đã được thành lập (là tổ chức tập hợp những người quan tâm đến giống ngựa Shire), và Sổ đăng ký giống của ngựa Shire đã được lập để quản lý dòng giống, phả hệ của chúng sau đó được nhân rộng với sự khởi đầu Hiệp hội ngựa Shire ở Mỹ vào năm 1885. Bên ngoài Vương quốc Anh, có các hiệp hội đăng ký và nhân giống ngựa Shire ở Úc, Hoa Kỳ và Canada.
Giống ngựa này đã được xuất khẩu từ Anh sang Mỹ với số lượng lớn cuối thế kỷ XIX đầu thế kỷ XX, tuy nhiên do quá trình cơ giới hóa ngày càng gia tăng, nhu cầu sức kéo của động vật giảm xuống dẫn đến số lượng ngựa xuất khẩu đã giảm xuống đến mức thấp trong năm 1950 và những năm 60 của thế kỷ XX, thậm chí có những thời điểm vào năm 1970, giống ngựa này còn được tổ chức Rare Breeds Survival Trust (Quỹ bảo tồn giống vật nuôi quy hiếm) phân loại là nguy cấp (at risk), trải qua nhiều năm sau đó hoạt động này bắt đầu tăng trở lại trong năm 1970 và tiếp diễn sau đó dù số lượng này vẫn được coi là đang có mức độ quan trọng về tính bảo tồn của giống ngựa thuần chủng vì vẫn ngày càng ít đi so với thời kỳ đỉnh cao của chúng, trong công tác bảo tồn giống, đã có nhiều hiệp hội giống và những người quan tâm, yêu thích giống ngựa cổ xưa này đã có những cố gắng trong việc bảo tồn giống ngựa này.

## Đặc điểm
Ngựa Shire là một trong những giống ngựa lớn nhất. Những con ngựa Shire đực giống thường có bộ lông màu đen, màu nâu đỏ hoặc màu xám, khuôn mặt của chúng còn có một vệt trắng đặc trưng ở nhiều giống ngựa (trong tiếng Anh gọi là Horse markings có nghĩa là "Dấu ngựa"). Chúng có thể không có ngoại hình lông tạp với những khoang lớn (ngựa lang) hoặc có những mảng trắng lớn xen lẫn với màu đen hoặc rắc phấn trắng (roan). Ngựa nái và ngựa thiến thể có màu đen, xám hoặc loang nâu. Ở Anh ngựa giống có thể không được có màu hạt dẻ (hồng mã), nếu ở chúng xuất hiện tính trạng này thì xem như không hợp lệ, không được công nhận là giống, nhưng nhiều màu sắc đa dạng lại được Hiệp hội đăng ký ngựa Shire ở Mỹ cho phép và công nhận. Giống ngựa này được biết đến với tính khí dễ dãi và điềm tĩnh. Về thể chất, tuy to khỏe nhưng ngựa Shire đã được xác định là có nguy cơ mắc bệnh phù bạch huyết tiến triển mạn tính, một bệnh tiến triển mạn tính bao gồm các triệu chứng sưng, tăng độ sừng hóa, và xơ hóa của các chi sau và phần dưới chân, cùng các triệu chứng tương tự như phù bạch huyết mãn tính ở con người.

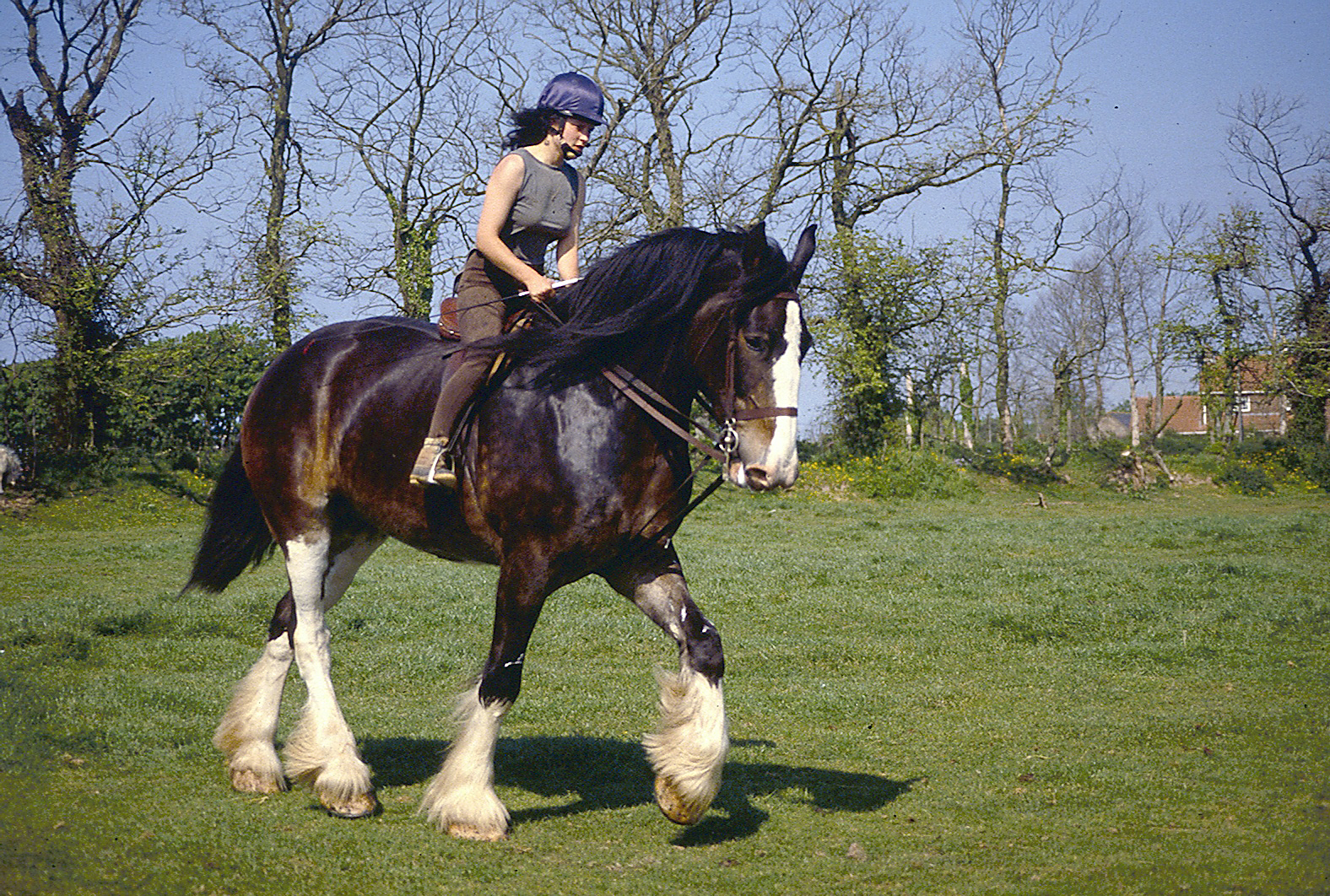
Tổng thể một con ngựa Shire

Chiều cao chuẩn của ngựa đực giống khi đứng phải cao ít nhất 68 inch, (173 cm) khi trưởng thành, chúng cao trung bình khoảng 70 inch (178 cm). Chiều cao chuẩn của ngựa thiến (gelding) khi đứng phải cao ít nhất 66 inch (168 cm), còn chiều cao của ngựa cái ít nhất 64 inch (163 cm). Trọng lượng trung bình của chúng dao động từ 900 đến 1.100 kg (2.000 đến 2.400 lb) cho thấy đây là giống ngựa cở lớn với trọng lượng trung bình có thể lên đến hơn 1 tấn. Cái đầu của ngựa Shire dài và thuôn, chúng có đôi mắt lớn, chúng có cái cổ hơi cong và dài so với cơ thể đồ sộ của mình. Khớp vai sâu và rộng, ngực nở nang, lưng ngắn gọn, nhiều cơ bắp, chân sau dài và to bè. Chúng có chỏm lông phủ lên tứ chi (ở phương Đông hay gọi những con ngựa này là “Ô vân đạp tuyết”, chỉ về chỏm lông trắng phủ lên bốn vó) nhưng chỏm lông này không có quá nhiều, giống ngựa này có lông bờm dài, thẳng và mượt nên sẽ rũ xuống. Ngựa Shires cở nhỏ (một dòng của giống ngựa Shire) thì có chiều cao dưới 68 inches (173 cm), nói chung là phù hợp cho việc kéo xe, trong khi số ngựa cao lớn, đặc biệt là những con ngựa cao trên 74 inches (188 cm), được sử dụng cho các chương trình và mục đích quảng bá.
Ngựa Shire là giống ngựa rất khỏe, chúng có sức kéo rất lớn. Năm 1924, tại cuộc triển lãm ở Anh, một cặp ngựa đã kéo một tải được một khối lượng ước tính nặng 45 tấn, nhưng chỉ số chính xác cuối cùng về sức kéo của chúng đã không thể xác định được vì lực kéo của chúng vượt quá giới hạn của băng thử. Về sau, cặp ngựa này đã kéo 1 lô hàng nặng 18,5 tấn tại một buổi triển lãm khác. Con ngựa to lớn nhất trong lịch sử được ghi nhận có thể là một con ngựa Shire tên là Mammoth, nó sinh ra năm 1848, với chiều cao khi đứng lên đến 86 inches (218 cm) và có trọng lượng lớn nhất được ước tính khoảng 1.500 kg (£ 3300). Với chiều cao hơn 76 inches (193 cm), một ngựa Shire bị thiến tên là Goliath có trong Sách Kỷ Lục Guinness về kỷ lục con ngựa cao nhất thế giới đến khi qua đời vào năm 2001.

## Lịch sử giống

### Xuất xứ
Mặc dù trong lịch sử, giống ngựa kéo này đã được sử dụng cho công việc trang trại đồng áng, nhất là vào thế kỷ thứ XVIII, chúng có nhiều đặc điểm rất phù hợp cho việc kéo các loại xe ngựa, thể trạng chúng phù hợp dùng để cày (ở châu Âu người ta thường dùng ngựa để cày ruộng chứ không dùng trâu bò), hoặc để làm kiểng cho các cỗ xe ngựa đã được bán tại thị trường Smithfield ở Luân Đôn vào đầu năm 1145. Chúng rất có giá trị dưới thời trị vì của vua Henry VIII, khi ngựa giống nếu có kích cở nhỏ sẽ không được giữ lại. Trong những chiến tranh ở thời sau này thì vai trò ngày quan trọng của thuốc súng đã chấm dứt việc sử dụng ngựa hạng nặng trong các trận chiến vì sự chậm chạp cồng kềnh của ngựa hạng nặng dễ trở thành bia tập bắn cho đại bác. Trong cuộc nội chiến ở Anh thế ký XVII, Kỵ binh của Oliver Cromwell chuộng những con ngựa có cơ thể kết cấu nhẹ nhàng và thanh thoát hơn, chúng tiếp cận chiến trường nhanh hơn và cơ động hơn, nên trong biên chế quân đội thường bố trí sử dụng những con ngựa nhỏ gọn hơn và những con ngựa to lớn bắt đầu được sử dụng để thay thế cho ngựa giống lùn trong công việc đồng áng chứ không còn được dùng trong chiến trận.
Vào thế kỷ thứ XVI, những kỹ sư người Hà Lan đã mang ngựa Friesian với họ khi đến nước Anh và những con ngựa này có lẽ đã có một ảnh hưởng đáng kể lên những gì sẽ trở thành giống ngựa Shire sau này. Từ giống ngựa thời kỳ Trung Cổ này hình thành nên một dòng mới có tên là Anh quốc hắc mã cổ xưa (Old English Black Horse) trong thế kỷ XVII. Những con hắc mã đã được cải thiện các tín đồ yêu ngựa của Robert Bakewell và của Dishley Grange ở Leicestershire nghiên cứu cải thiện nòi giống, kết quả là một con ngựa đôi khi được gọi là "ngựa đen Bakewell" ra đời. Ông Robert Bakewell nhập khẩu sáu con ngựa Hà Lan và ngựa cái Flanders rất đáng chú ý kể từ khi các nhà lai tạo có xu hướng tập trung vào việc cải thiện giống đối với các dòng đực. Hai loại khác nhau của con ngựa đen phát triển song song với nhau. Các dòng ở Lincolnshire và Leicester hoặc dòng Midlands. Các loại ngựa mới có xu hướng đạt tầm vóc lớn, đồ sộ hơn, với xương thô bè hơn và bờm dày hơn, trong khi các loại ở Midlands có xu hướng tăng cường sức dẻo dai, bền bỉ, giỏi chịu đựng. 

### Hình thành

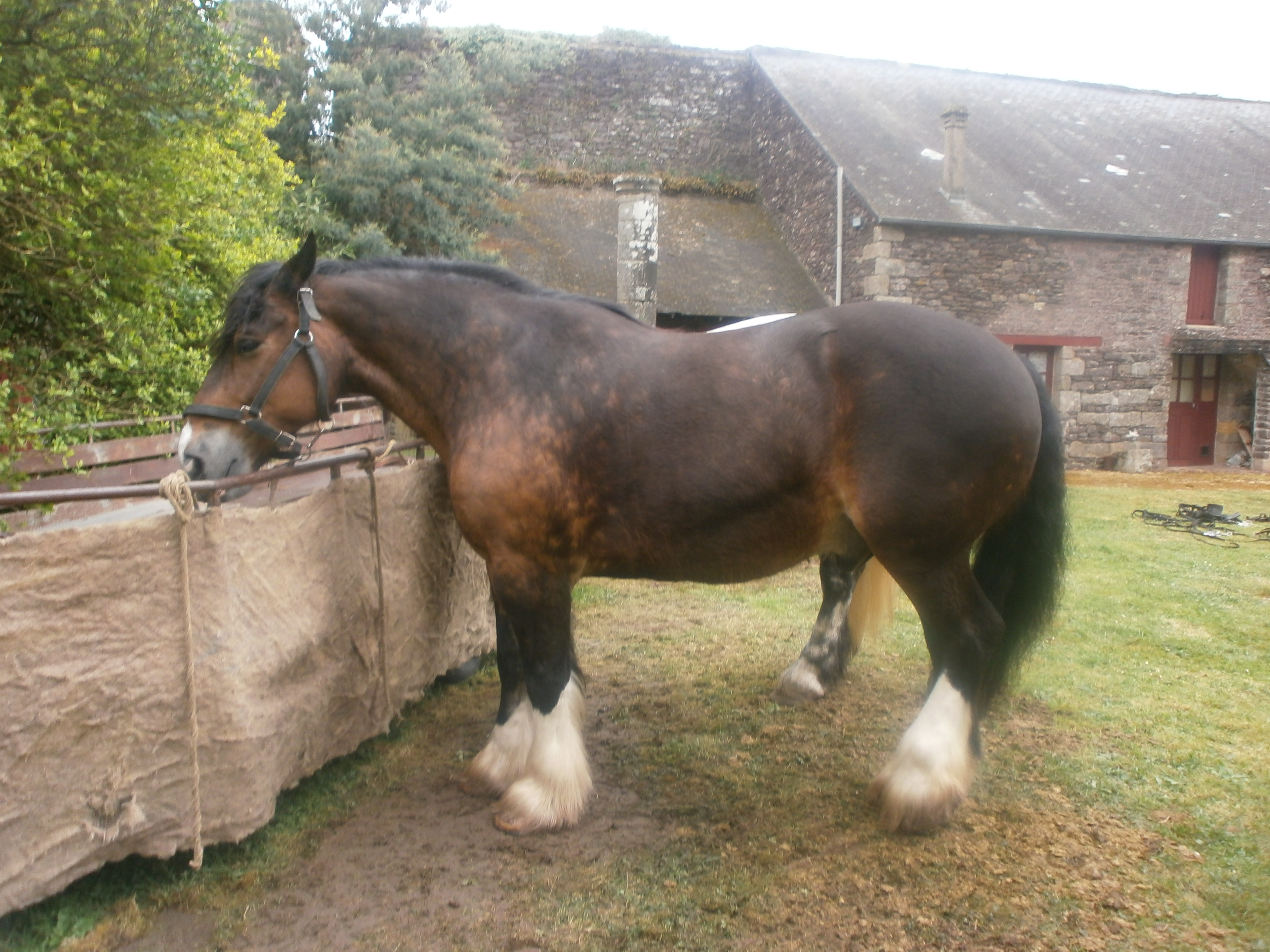
Một con ngựa Shire

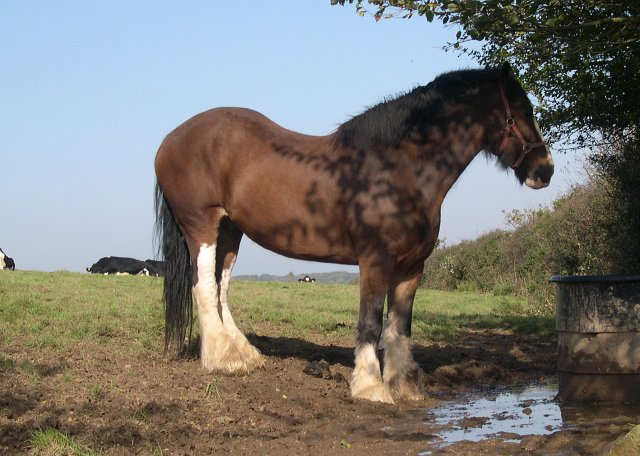

Thuật ngữ "ngựa Shire" (ngựa nòi) lần đầu tiên được sử dụng vào giữa thế kỷ XVII ở Anh quốc, và các hồ sơ giống ghi chép về phả hệ không đầy đủ nhưng đã bắt đầu xuất hiện ở gần cuối của thế kỷ thứ XVIII. Một con ngựa có tên là "Packington Blind Horse" đến từ Leicestershire, là một trong những con ngựa nổi tiếng nhất của thời ký này, với hậu duệ trực hệ được ghi nhận từ năm 1770 đến năm 1832, những con ngựa này thường được công nhận là ngựa giống nền cho các giống ngựa Shire sau này. Trong suốt thế kỷ XIX, những con ngựa Shire được sử dụng phổ biến rộng rãi như dòng ngựa chuyên chở để di chuyển hàng hóa từ các bến cảng thông qua các thành phố và nông thôn. Các tuyến đường nông thôn thô sơ tạo ra một nhu cầu cho con ngựa cở lớn với hệ thống cơ bắp mạnh mẽ, sức vóc khỏe khoắn.
Vào năm 1878, Hiệp hội Ngựa Anh quốc (English Society Horse) đã được hình thành, và năm 1884 đổi tên thành Hiện hội Ngựa Shire (Shire Horse Society). Hiệp hội này đã cho xuất bản một cuốn sách phả hệ (stud) đăng ký giống, với phiên bản đầu tiên vào năm 1878, có ghi chép về hồ sơ giống (bổn bang) của 2.381 con ngựa giống và các hồ sơ lưu trữ thông tin về giống có niên đại từ năm 1770. Từ năm 1901 đến năm 1914, có gần 5000 con ngựa Shire đã được đăng ký mỗi năm tại cơ quan đăng ký giống vật nuôi của Anh. Các con ngựa Shire đầu tiên được nhập khẩu vào Hoa Kỳ vào năm 1853, với số lượng lớn của những con ngựa được nhập khẩu trong năm 1880. Sau đấy, Hiệp hội ngựa Shire Hoa Kỳ (The Shire Horse Association America) được thành lập vào năm 1885 để đăng ký giống và quảng bá rộng rãi về giống ngựa này. 

### Thế kỷ XX
Những con ngựa Shire sớm nhanh chóng trở nên phổ biến tại Hoa Kỳ và gần 4.000 con ngựa Shire được nhập khẩu từ năm 1900 đến năm 1918. Chỉ trong hơn 2 năm, khoảng 6.700 con ngựa Shire đã được đăng ký với cơ quan đăng ký quản lý giống ở Mỹ từ năm 1909 đến năm 1911. Trong khoảng thời gian Chiến tranh thế giới II, mức độ gia tăng việc sử dụng các phương tiện cơ giới và các quy định nghiêm ngặt về việc mua thức ăn chăn nuôi làm giảm nhu cầu và khả năng nuôi giữ những con ngựa lùn và thế là hàng ngàn con ngựa Shire bị tàn sát và một số trại chăn nuôi lớn đóng cửa. Giống ngựa này đã giảm xuống mức thấp nhất trong những năm 1950 và 1960, và vào năm 1955 thì là ít hơn 100 con ngựa đã được trình làng tại các buổi triễn lãm hàng năm.
Trong những năm 1970, giống ngựa này bắt đầu được hồi sinh thông qua việc gia tăng lợi ích công cộng. Những đơn vị quản lý giống ngựa được thành lập tại Hoa Kỳ, Canada, Hà Lan, Pháp, và Đức, và ngay trong năm 1996 thì hội nghị đầu tiên được tổ chức tại Peterborough. Việc lần đầu tiên sử dụng công nghệ thụ tinh nhân tạo trong việc phối giống thụ tinh nhân tạo thông qua tinh dịch đông lạnh (cọng tinh) của giống ngựa này với một số ngựa cái của Úc đã được diễn ra suôn sẻ vào năm 1997. Giữa những năm 1920 và 1930 và đến ngày nay, các con ngựa Shire đã ghi nhận sự thay đổi trong kết cấu ngoại hình cơ thể. Các giống ngựa Clydesdale đã được sử dụng để lai tạo trong những năm 1950 và 1960, trong đó, dòng máu của những con ngựa này đã từng bước thay đổi kết cấu cơ thể ngoại hình của những con ngựa Shire và đáng chú ý nhất là chi tiết thay đổi các chỏm lông trên tứ chi ngày một sát với vó hơn và trông cũng thưa hơn, cũng đồng thời gia tăng khối lượng lông xù nên bờm thô và lông mượt hơn, sự kết hợp này đã tạo ra dáng vẻ của những ngựa Shire hiện đại ngày nay.
Ở thời kỳ đỉnh cao số lượng của những con ngựa giống này thì số ngựa Shire lên đến trên một triệu. Trong những năm 1950 và 1960, con số này giảm xuống còn vài ngàn cá thể. Tại Hoa Kỳ, tổng đàn ngựa Shire giảm đáng kể trong những năm đầu của thế kỷ XX, và tiếp tục giảm trong những năm 1940 và 1950. Giữa năm 1950 và 1959, chỉ có 25 con ngựa đã được đăng ký với cơ quan đăng ký Mỹ. Tuy nhiên, con số bắt đầu tăng, và 121 con ngựa đã được đăng ký tại Mỹ trong năm 1985. Nhiều cơ quan vẫn tổ chức các cuộc triễn lãm ngựa hàng năm, như những cuộc triển lãm ngựa Shire lớn nhất ở Vương quốc Anh là The National Shire Horse Spring Show. Hiện nay ở Mỹ, hiệp hội bảo tồn Giống vật nuôi đã xem quần thể ngựa Shire ở mức “nghiêm trọng” có nghĩa là số lượng giống ngựa này toàn cầu ước tính ít hơn 2.000 cá thể và ít hơn 200 đầu ngựa được thực hiện việc đăng ký giống hàng năm ở Mỹ. Tại Vương quốc Anh, nhiều tổ chức đã coi giống ngựa này là trong vòng "nguy hiểm", có nghĩa là số lượng cá thể được ước tính là dưới 1.500 cá thể và coi giống ngựa này là "dễ bị tổn thương", có nghĩa là chỉ có khoảng 500 đến 1500 ngựa cái sinh sản phục vụ cho hoạt động nhân giống đang tồn tại ngày nay. Ở Hoa Kỳ, chúng còn được phân loại ở cấp độ nguy cấp

## Sử dụng
The Shire ngựa ban đầu được các giống chủ yếu được sử dụng để kéo xe chở các vại bia để cung cấp bia từ nhà máy bia để các nhà chung để bày bán. Một vài nhà máy bia vẫn duy trì truyền thống này ở Anh, bao gồm các nhà máy bia Wadworth ở Devizes, Wiltshire, Hook Norton Brewery, Smith, Nhà máy bia Samuel ở Tadcaster, và Thwaites Brewery, sau đó nhu cầu sử dụng giảm khiến những con ngựa Shire có số lượng giảm đi từ đầu những năm 1800 đến năm 1920, sau đó, chúng lại tiếp tục phục vụ kể từ năm 1960 với công việc chính là dùng cho việc giao hàng, cũng như tiếp tục là ngựa kéo cho đến ngày nay. Một số nhà máy bia gần đây đã rút đội hình ngựa Shire chở bia giao hàng, bao gồm cả các nhà máy bia Tetley ở Leeds. Hiện nay, giống ngựa này cũng được sử dụng cho công việc lâm nghiệp và cưỡi ngựa dạo.